# Champion Versions
Albums de The Beta Band
The Patty Patty Sound
(1998)
Champion Versions est le premier EP et même le premier enregistrement du groupe écossais The Beta Band, sorti en 1997. Cet EP a été réuni avec les deux autres EP du groupe (The Patty Patty Sound et Los Amigos del Beta Bandidos sortis en 1998) pour la compilation The Three EPs.

## Liste des titres
1. Dry The Rain - 6:05
2. I Know - 3:58
3. B + A - 6:35
4. Dogs Got A Bone - 5:58